# Звірства у Вільній Державі Конго
Звірства у Вільній державі Конго — низка законодавчих зловживань та систематичного розграбування у Вільній Державі Конго (сьогодні відомій як Демократична Республіка Конго), що керувалась під особистим керівництвом бельгійського короля Леопольда у 1885-1908 рр.  У той період Конго була колонією європейських країн, проте тотальний контроль бельгійського короля перетворив її фактично на “приватну” колонію. Основні зловживання були пов’язані з впровадженням жорсткої трудової політики, яку було введено для екстенсивного збору та експорту природного каучуку. Жахливі умови праці для корінного населення, а також епідемічні хвороби, голод та зменшення рівня народжуваності призвели до стрімкого скорочення населення Конго. Хоча точні втрати не відомі, але вважається, що кількість жертв коливається від 1 до 15 мільйонів життів.
На Берлінській конференції 1884–85 рр. європейські держави віддали сучасну територію Конго під керівництво приватній “благодійній” організації, якою керував Леопольд II та який славилася своїми амбіціями до колоніальної експансії. Територія, що тепер знаходилася під контролем Леопольда ||, займала більш ніж 2 600 000 км², але нею керували відносно мала кількість спеціалістів, яких зібрали зі всієї Європи. Спочатку колонія займалася переважно видобутком слонової кістки, проте цей промисел не приносив значних прибутків, й територія вважалася невигідною. На тлі цих фінансових проблем, Вільна Держава Конго була навіть близькою до банкрутства. Проте у 1890-х роках відбувся бум попит на природний каучук, яким була багата колонія, і це спричинило докорінні зміни у Конго. Для полегшення видобутку та експорту каучуку всі національні землі в Конго були націоналізовані, а більшість з них потім розподілили серед приватних компаній як концесії (поступки). З 1891 по 1906 роки цим компаніями було дозволено робити все, що завгодно, без ризику судового втручання держави, в результаті чого вони за допомогою примусової праці та насильницьких методів могли максимізувати свій прибуток, збираючи гуму швидко та дешево. Окрім цього, була також створена національна армія Force Publique, основною метою діяльності якої було контроль за виконанням умов праці. Тих працівників, які відмовлялися збирати каучук, вбивали, а цілі непокірні поселення - ліквідовували.
Незважаючи на законодавчі звірства, основною причиною скорочення чисельності населення були хвороби. Ряд епідемій, зокрема африканська сонна хвороба, віспа, свинячий грип та амебіаз, значно скоротили корінне населення. Було підраховано, що лише в 1901 році 500 000 конголезців померли від сонної хвороби.
Окремі звірства, а зокрема відрубування рук працівників, привернуло значну міжнародну увагу. Їх відрізали солдати Force Publique, яких змушували відповідати за кожний вистріл, й тому вони звітувалися за допомогою принесених рук своїх жертв. Деталі цих злочинів були записані християнськими місіонерами, записки яких викликали громадське обурення у США, Франції, Великій Британії та інших країнах.Міжнародна кампанія проти Вільної Держави Конго розпочалася в 1890 році і досягла свого апогею після 1900 року під керівництвом британського активіста Е. Д. Мореля. У 1908 р. внаслідок міжнародного тиску уряд Бельгії анексував Вільну державу Конго, створив Бельгійське Конго та скасував багато законів, які були основою для вчинення звірств. Наразі кількість жертв корінного населення в цей період є предметом широкої дискусії. Також спірним є питання, чи можна ці злодіяння назвати геноцидом. Ні бельгійська монархія, ні пізніше бельгійська держава ніколи не вибачились за злодіяння.

## Передумови

### Становлення Вільної Держави Конго

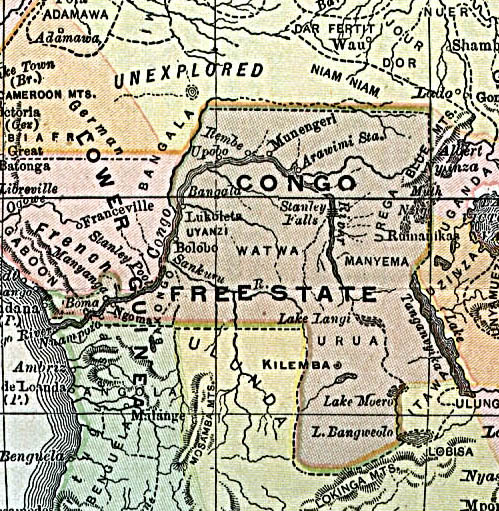
Карта Вільної Держави Конго 1892 року

Ще до свого вступу на престол Бельгії в 1865 році, майбутній король Леопольд II почав підбурювати провідних бельгійських політиків створити колоніальну імперію на Далекому Сході чи Африці, що розширило би кордони країни та зміцнило би позиції Бельгії на міжнародній арені [1]. Проте, колонізація була непопулярною серед бельгійських політиків, і сприймалася як дорога азартна гра, яка не несла явної користі для країни, тому його численні спроби переконати їх не мали успіху.
Рішуче налаштований знайти собі колонію, Леопольд надихнувся останніми новинами з центральної Африки та почав фінансувати деяких провідних дослідників, включно з Генрі Мортоном Стенлі. Леопольд заснував Міжнародну африканську асоціацію (Association internationale africaine) - "благодійну" організацію для дослідження території навколо річки Конго. Офіційною метою організації було надавати гуманітарну допомогу місцевим та “нести цивілізацію" тубільцям. На Берлінській конференції 1884–85 рр. лідери Європейських держав офіційно визнали контроль Леопольда над 2 350 000 км² умовно незалежної Вільної держави Конго за умов, що утворена держава буде зоною вільної торгівлі та служитиме буферною територією між англійською та французькою сферами впливу. Леопольд мав повний особистий контроль над Вільною державою, майже не делегуючи управлінських обов’язків підлеглим. Африканські вожді відігравали важливу роль в управлінні державою, виконуючи урядові замовлення у своїх громадах. Більшу частину свого існування Вільна держава Конго була заселена та контрольована нерівномірно - бельгійські чиновники більшою мірою жили у ряді малих “постів”, які були розпорошені по країні й контролювали невелику її частину. У 1900 році в Конго нараховувалося всього 3000 білих людей, з яких лише половина - бельгійці.  Колонії постійно бракувало адміністративного персоналу та посадових осіб, яких налічувалося всього від 700 до 1500 осіб протягом існування Вільної держави.
Хоча територією управляли з Брюсселю, адміністративною столицею було портове місто Бома, звідки надходив масовий експорт сировини. Бома був резиденцією генерал-губернатора Конго, який був прямим представником короля (насправді Леопольд II ні разу не ступив своєю ногою в Африку). Держава була поділена на 14 округів, якими керували комісари, що звітували перед генерал-губернатором, і були призначені безпосередньо королем. Ці чиновники іноді виступали як колоніальні адміністратори та торгові агенти, хоча їх основною діяльністю було забезпечення максимально можливої кількості слонової кістки та гуми в найкоротші терміни.
В перші роки колонізації увага адміністрації була зосереджена на закріпленні свого авторитету та боротьбі з африканськими народами на кордонах колонії, які чинили опір новому режиму. Сюди входили племена навколо річки Кванго на південному заході та Уеле -  на північному сході.

### Економічна та адміністративна ситуація
Ruth Slade (1962)
 На початку свого існування Вільна держава Конго не була вигідною для своїх інвесторів та Леопольда зокрема. Її економіка була нестабільною, а експорт слонової кістки не забезпечував стільки грошей, скільки сподівались інвестори, тому колоніальна адміністрація часто потрапляла у великі борги й неодноразово оголошувала дефолт. Втім, бум попиту на каучук у 1890-х роках поклав кінець вільної держави, багатої на природну резинк. Колоніальна держава могла собі дозволити виробляти недорогий каучук у небачених кількостях, оскільки конголезці працювали на адміністрацію примусово, збираючи гуму, яка потім експортувалася до Європи та Північної Америки. Гумовий бум призвів до значних прибутків - експорт каучуку збільшився з 580 до 3740 тонн між 1895 і 1900 роками.
Для того, аби полегшити ведення справ у Конго, у 1891 році колоніальні землі було поділено в рамках так званої Доменної системи (régime domanial). Усі порожні землі, включаючи ліси та ділянки, які не обробляються, були визнані "нежилими" і, таким чином, під прямим колоніальним володінням Вільної держави Конго опинилися великі території, багаті на цінні ресурси - каучук та слоновою кістку, - які булти виділені приватник компаніям. На півночі країни Сосіє Анверсоаз отримав 160 000 км², тоді як Англо-бельгійська Індійська гумова компанія (ABIR) отримала територію на півдні. Компанії Compagnie du Katanga та Compagnie des Grands Lacs отримали менші території на півдні та сході відповідно. Сам Леопольд утримував значну частину земель під особистим правлінням. Ці території були відомі як Домен Корони (Domaine de la Couronne) та займали близько 250 000 км². Також король Леопольд мав у своїй власності території,  яку він контролював як приватний домен (Domaine privé). Таким чином, найбільша економічна експлуатація конголезького народу була здійснена Леопольдом та основними концесіонерами. Така система була надзвичайно прибутковою, і ABIR за один рік заробила понад 100 відсотків від свого початкового пакету акцій. Король Леопольд завдяки ній заробив 70 мільйонів бельгійських франків між 1896 та 1905 роками. Система концесій Вільної держави Конго незабаром була запроваджена у інших колоніальними державах, зокрема, у сусідньому Французькому Конго.

## Звірства

### Система червоного каучуку та примусові роботи

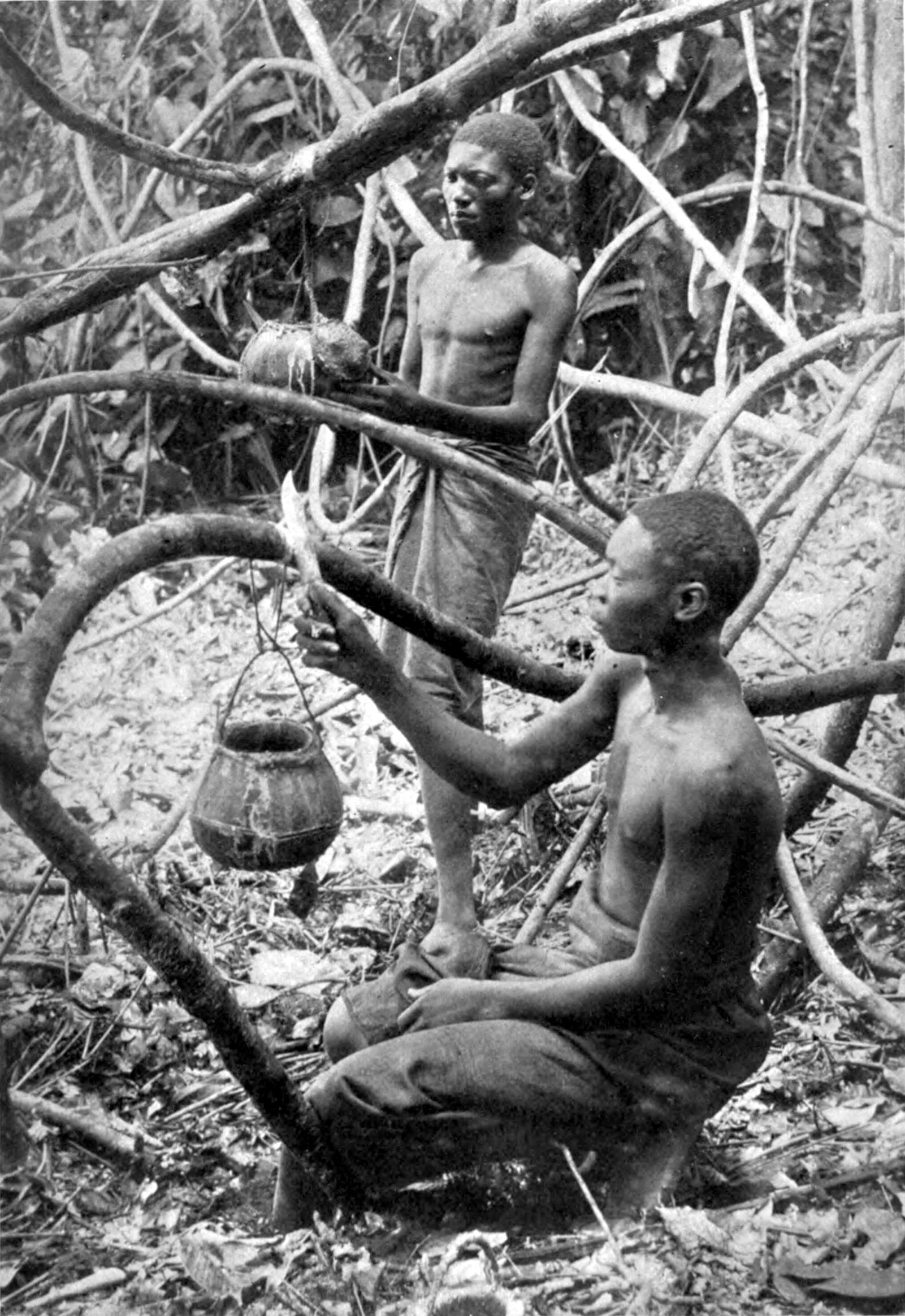
Конголезькі робітники постукують гумою біля Лусамбо в Касаї

Оскільки більша частина доходів Вільної Держави надходила від експорту гуми, трудова політика - названа критиками як "система червоного каучуку" - була створена для максимального її видобутку. Вона з'явилася зі створенням системи концесій в 1891 році і проіснувала до 1906 року. Ця система створила "рабовласницьке суспільство", оскільки компанії ставали все більш залежними від мобілізації примусової конголезької праці на їх збір гуми. Держава набирала ряд чорношкірих чиновників, відомих як capitas, для організації місцевої праці. Однак спроби максимально збільшити збір гуми, а отже, і прибуток держави, привезло до того, що вимоги збору часто встановлювались довільно і не враховували чисельність або добробут працівників. Спроби збирати якомога більше каучуку з рослин були причиною багатьох злодіянь, вчинених у Вільній Державі Конго. Для видобутку каучуку замість того, щоб постукувати лози, конголезькі робітники розрізали їх та голими руками діставали гумову сировину. Коли сировина затвердівала, її було болісно зішкребати зі шкіри, адже вона здирала з собою її верхні шари та волосся. 

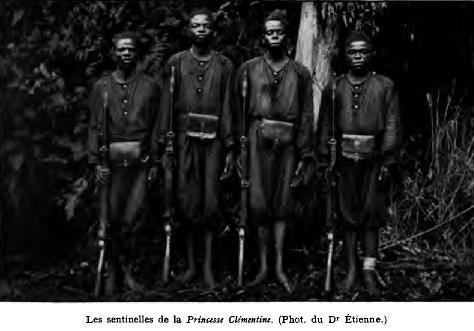
Солдати Force Publique сфотографувалися у 1900 році

На концесійних територіях приватні компанії, які придбали концесію в уряду Вільної Держави, могли застосувати практично будь-які заходи для збільшення виробництва та прибутку без втручання держави. Відсутність розвиненої бюрократії для нагляду за будь-якими комерційними організаціями створювало атмосферу "неформальності" по всій державі стосовно діяльності підприємств, що, у свою чергу, спрощувало зловживання. Поводження з працівниками (особливо що стосувалося тривалості служби) врегульовувалося законом, а натомість було залишено на розсуд місцевим посадовцям. Такі компанії як АБІР та Anversoise особливо відзначились своєю суворістю, до конголезьких робітників. Історик Жан Стенгерс описав регіони, контрольовані цими двома компаніями, як "справжнє пекло на землі". Працівникам- гумозбиральникам зазвичай компенсували працю дешевими предметами, такими як тканина, намистини, порція солі або ніж. Одного разу вождь, який наказав своїм підданим збирати гуму, був нагороджений рабами.
Робітники, які відмовлялися працювати, піддавалися «примусу і репресіям». Незгодних били, брали в заручники, а також відправляли каральні експедиції для знищення цілих сіл, які опиралися режиму. Ця політика призвела до краху конголезької економічного та культурного життя, а також до занепаду сільського господарства в деяких районах. Значна частина контролю над виробництвом каучуку була відповідальністю Force Publique, колоніальної армії. Вона була створена в 1885 році. В ній служили білі офіцери, сержанти і чорні солдати, а люди набиралися з таких далеких місць, як Занзібар, Нігерія і Ліберія. У Конго солдатів набирали з конкретних етнічних та соціальних груп. В їх число входили бангала, що сприяло поширенню мови лінгала по всій країні і звільненню рабів з східного Конго. Найбільше боялися так званих Заппо-запси (з етнічної групи Songye). Як повідомляється, людожери-Заппо-запси часто зловживали своїми офіційними повноваженнями, щоб робити набіги на рабів в сільській місцевості. До 1900 року кількість солдатів у Force Publique налічувала 19 000 чоловік. На додаток до армії, гумові компанії наймали своїх власних ополченців, які часто працювали в тандемі з Force Publique для підкріплення свого правління та посилення контролю.

### Експлуатація та жорстокість

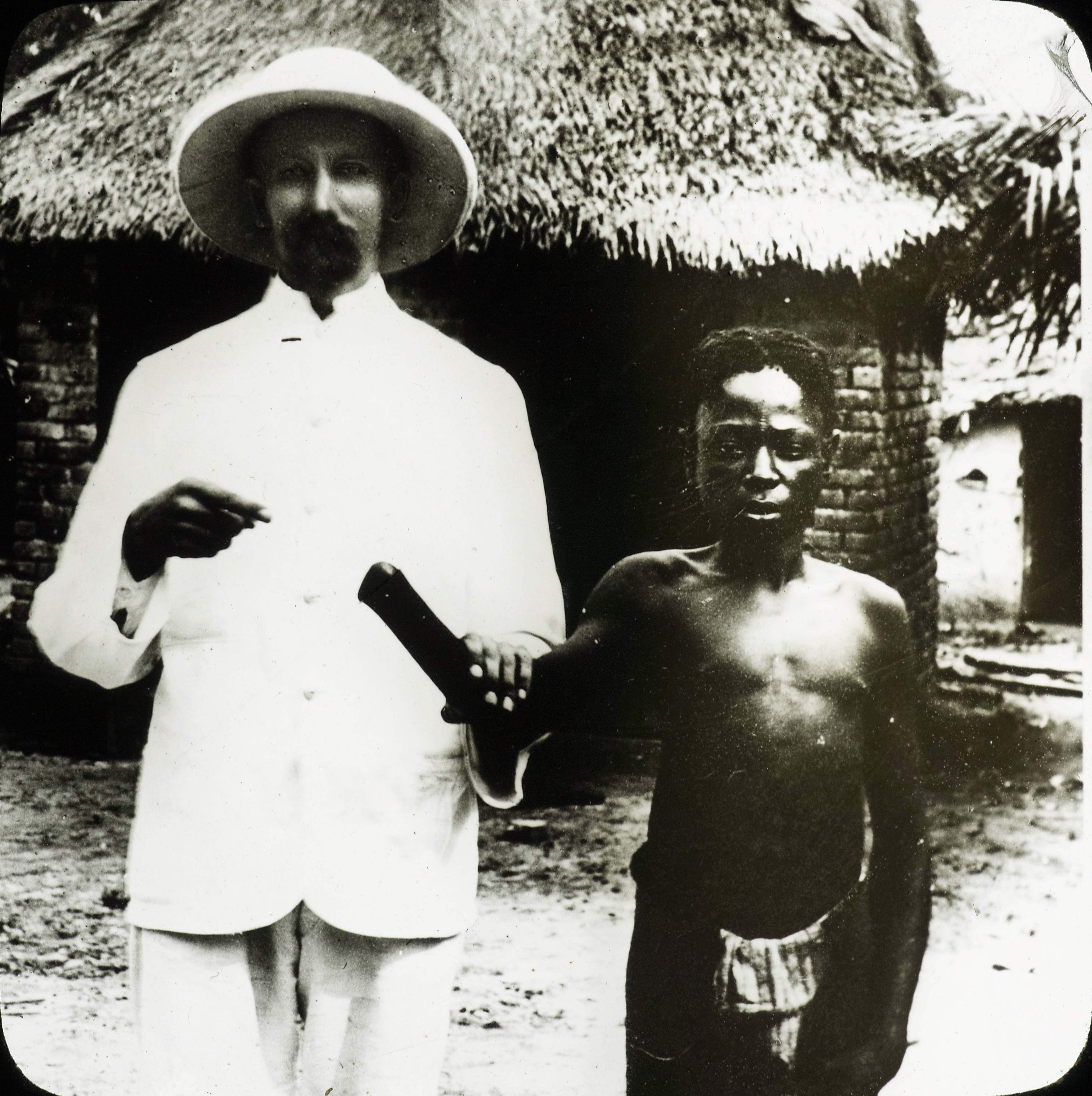
Місіонер вказує на відірвану руку конголезького жителя села. Розрізані руки були "найпотужнішим символом колоніальної жорстокості" в Конго.

Недотримання квот на збір гуми каралося смертю. У цей час солдати Force Publique були зобов'язані надавати руку своїх жертв як доказ, що вони когось розстріляли та вбили, оскільки вважалося, що вони можуть витрачати боєприпаси, які закупалися з Європи за дорогу ціну, на полювання чи зберігати їх на заколот. Як наслідок, гумові квоти частково окупалися відрубаними руками. Іноді руки збирали солдати Force Publique, іноді - самі села. Були навіть невеликі війни, коли села нападали на сусідні поселення, щоб зібрати руки, оскільки їхні гумові квоти були надто високими для заповнення.  
 Усі чорношкірі бачили цю людину дияволом Екватора . . . Від усіх тіл, загиблих у полі, вам довелося відрізати руки. Він хотів побачити кількість відсічених рук кожного солдата, який повинен був принести їх у кошиках. . . Село, яке відмовилося надавати гуму, було б повністю очищене. Як молодий чоловік, я побачив солдата [Фієвеса] Молілі, який охороняв село Бойка, взяв сітку, поклав у неї десять заарештованих тубільців, прикріпив до мережі великі камені і змусив її спуститися в річку. . . Гума викликає ці муки; тому ми більше не хочемо, щоб його назва було вимовленим. Солдати змушували молодих людей вбивати чи зґвалтувати їх власних матерів та сестр. 
 Один молодший офіцер описав рейд на непокірне село. Командуючий офіцер "наказав нам відрізати голови чоловіків і повісити їх на сільських частоколах ... і повісити жінок і дітей на частокіл у формі хреста". Вперше побачивши вбивство конголезьких людей, датський місіонер написав: "Солдат сказав:" Не приймайте це так близько до серця. Вони вб'ють ’нас, якщо ми не принесемо гуму. Комісар пообіцяв нам, якщо ми матимемо багато рук, він скоротить нашу службу"" . За словами Фортбата: 
 Кошики з відрубаними руками, які стояли біля ніг європейських командирів постів, стали символом Вільної Держави Конго. ... Колекція рук стала самоціллю. Солдати Force Publique привозили їх на станції замість гуми; вони навіть пішли збирати їх замість гуми ... Вони стали свого роду валютою. Вони стали використовуватися, щоб заповнити нестачу гумових квот, щоб замінити ... людей, яких вимагали банди  до примусової праці; і солдати Force Publique отримували бонуси в залежності від того, скільки рук вони зібрали. 

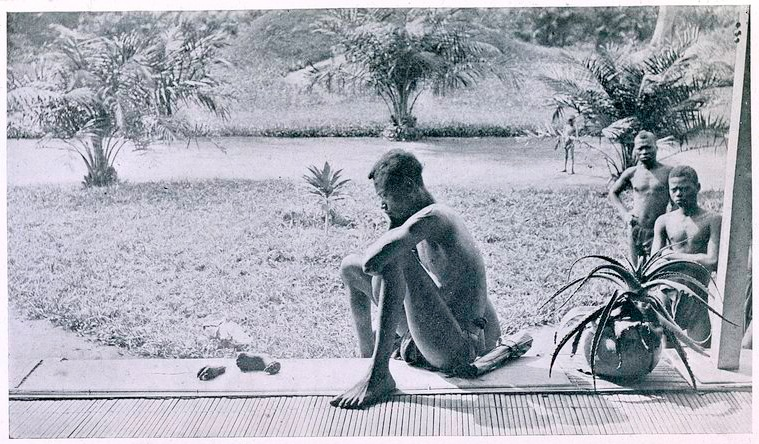
Батько дивиться на руку і ногу своєї п’ятирічної дочки, розстріляну як покарання за те, що він зібрав занадто мало гуми.

Для збереження боєприпасів солдати іноді “обходили правило”, коли просто відрізали руку і залишали жертву жити або померти. Кілька жертв, що вижили, пізніше казали, що вони пережили різанину, бо прикидалися мертвими навіть коли їх руки були відрізані, і чекали, поки солдати підуть, перш ніж звернутися по допомогу.
У деяких випадках солдат міг скоротити собі термін служби, принісши більше рук, ніж інші солдати, що призводило до широко поширених каліцтв та розчленувань. За свідченнями, Леопольд II не схвалював розчленування, тому що це завдавало шкоди його економічним інтересам. Його цитували так: «Відрізати руки - це ідіотизм. Я відрубав би  все інше, але не руки. Це єдине, що мені потрібно в Конго».
Через порушення прав людини, що постраждали під час правління короля Леопольда II, у Конго каучук в кінцевому підсумку отримав прізвисько «червона гума» у зв'язку з кров'ю африканців, які загинули під час виробництва.

### В'язниці та взяття заручників
Одним  із способів, який змушував працівників збирати гуму, було взяття жінок та членів сім'ї в заручники. Леопольд ніколи не проголошував цей спосіб офіційною політикою, а органи влади ВільноЇ Держави в Брюсселі відверто заперечували існування такої практики. Тим не менш, адміністрація надавала посібники кожній станції Конго, які містили інструкцію про те, як брати людей в заручники, щоб примушувати підчинятись місцевих вождів. Заручниками могли бути чоловіки, жінки, діти, старші або навіть самі вожді. Кожен штат чи компанія мали власні в’язниці для ув'язнення заручників. Агенти ABIR ув'язнювали вождя будь-якого села, яке відставало від його норми; У липні 1902 року на одному посту було зафіксовано, що він ув’язнив аж 44 вождей. Ці в'язниці перебували в поганому стані, а на постах у Бонганданзі та Момпоно у 1899 році була зафіксована смертність від трьох до десяти в'язнів на день. Особи, які протистояли ABIR, були депортовані до таборів примусових робіт. Таких таборів було щонайменше три: один у Ліреко, один на річці Верхня Марінга та один на Верхній Лопорі.

### Війни та заколоти

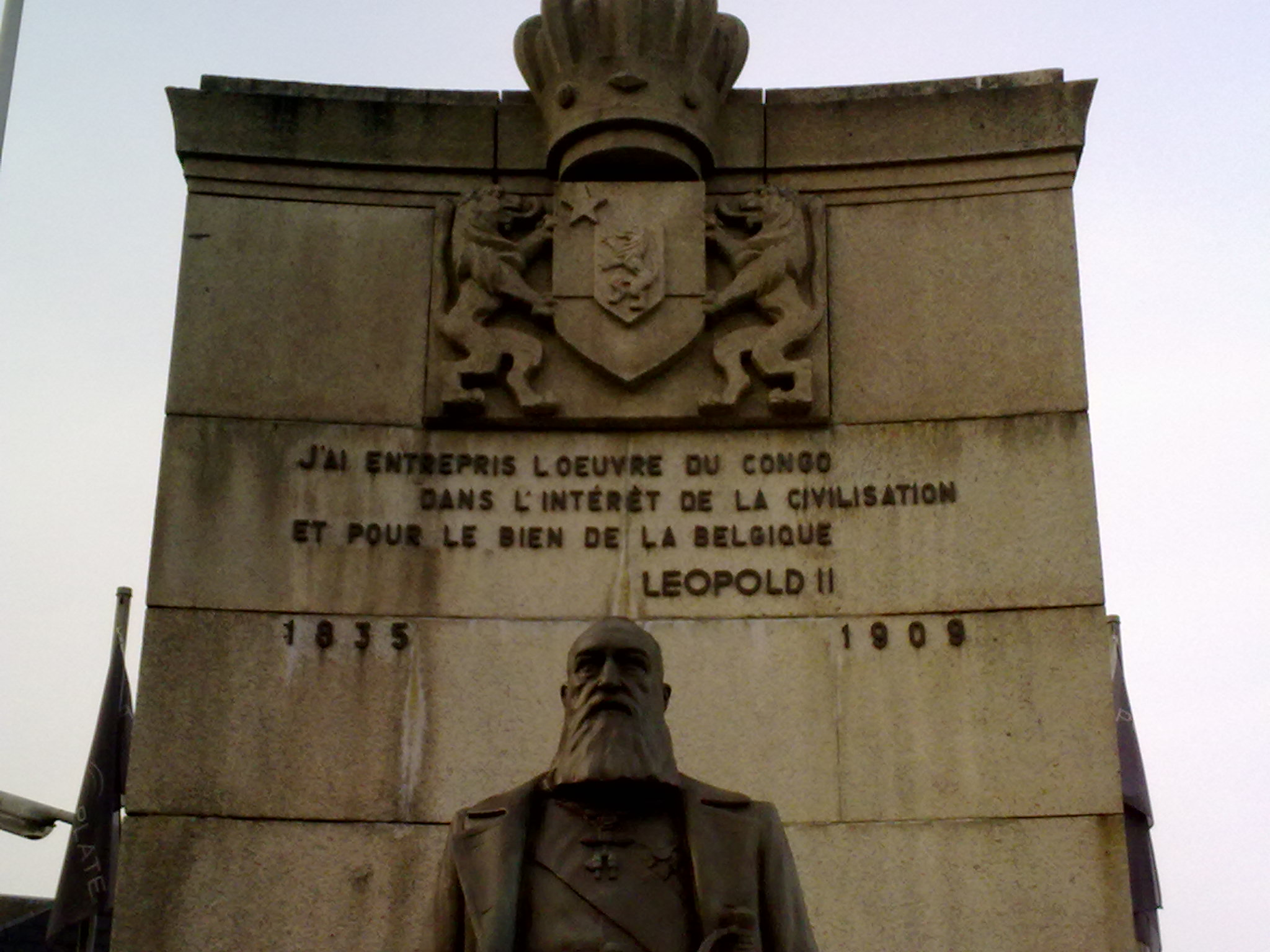
Пам'ятник Леопольду II в Арлоні, встановлений у 1951 році: "Я взявся за роботу Конго в інтересах цивілізації та на користь Бельгії".

Крім примусового збору каучуку, насильство у Вільній Державі здійснювалося головним чином через війни та заколоти. Місцеві території, зокрема Королівство Єке Мсірі, Федерація Занде та суахілі-мовна територія у східному Конго під Тіппу-Тіп, відмовилися визнати колоніальну владу і через це сильно постраждали від рук Force Publique під час  конго-арабської війни. У 1895 році серед Батетела в Касаї спалахнуло військове заворушення, що призвело до чотирирічного заколоту. Конфлікт був особливо жорстоким і призвів до великої кількості жертв.

### Голод
Діяльність каучукових компаній, таких як ABIR, посилило вплив стихійних лих, а саме голоду та хвороб. Система збору податків ABIR змусила чоловіків із сільської місцевості займатися збором гуму, що призводило до нестачі робочої сили, необхідної для очищення нових полів для посадки. Це в свою чергу означало, що жінкам доведеться продовжувати садити зношені поля, що знижували кількість та якість врожаю. Проблема загострювалися ще й через сторожів компаній, які крали врожай та сільськогосподарських тварин. В 1900 році місіонери зафіксували "жахливий голод", що стався за виною концесії ABIR.

### Дитячі колонії
Леопольд ІІ запровадив так звані "дитячі колонії", куди привозили викрдених сиріт-конголезів. Потім їх відправляли до шкіл, що знаходяться під керівництвом католицьких місіонерів, в яких вони могли вчитися, працювати чи ставати солдатами; Це були єдині школи, що фінансувалися державою. Понад 50% дітей, відправлених до цих шкіл, померли від хвороб, а ще тисячі померли під час примусових маршів в колонії. В одному з таких маршів 108 хлопців були відправлені до місіонерської школи, і лише 62 вижили, 8 загинули через тиждень.

### Праця неконгольців
Корінні конголезці не були єдиними, хто працював у Вільній Державі. 540 китайських робітників були завезені для роботи на залізницях Конго, однак 300 з них загинули або залишили свої посади. Представників Карибського народу  та людей з інших африканських країн також завозили  для роботи на залізницях, на яких за перші два роки будівництва загинуло 3600 людей внаслідок залізничних аварій, відсутності укриття, голоду та хвороб.

## Скорочення населення

### Причини
Neal Ascherson (1999)
 Історики, як правило, погоджуються, що різке зменшення загальної чисельності населення Конго відбулося саме протягом двох десятиліть правління адміністрації Вільної держави Конго. Стверджується, що скорочення населення Конго було нетиповим і його можна пояснити прямими та непрямими наслідками колоніального панування, включаючи хвороби та зменшення народжуваності. Хвороби, завезені арабськими торговцями, європейськими колоністами та африканськими носіями, спустошили населення Конго і спричинили більше смертей, ніж пряме насилля з боку колоністів. Особливо важкими були віспа, сонна хвороба, амебна дизентерія, венеричні захворювання (особливо сифіліс та гонорея) та свинячий грип. Адвокат Рафаель Лемкін приписував швидке поширення хвороб в Конго корінним солдатам, працевлаштованим бельгійцями, які подорожували часто країною та займалися сексом з різними жінками в багатьох різних місцях, таким способом поширюючи локальні спалахи на ширші території. Зокрема, сонна хвороба була "епідемією великих територій" у Конго і мала високий рівень смертності - лише в 1901 р. до 500 000 конголезців померли від її спалаху. Вансіна підрахував, що п’ять відсотків населення Конго загинуло від свинячого грипу. У районах, де дизентерія стала ендемічною, могли померти від 30 до 60 відсотків населення. Вансіна також зазначив, що таке широке поширення хвороб могло бути наслідком зниження імунітету у місцевих через недоїдання та вживання неякісної їжі. Тим не менш, історик Роджер Анстей писав, що, за свідченнями місцевих, саме політика заготівлі каучуку була основною причиною смертності та депопуляції, а не спалахи сонної хвороби чи віспи. 
Raphael Lemkin
 Хвороби, завезені арабськими торговцями, європейськими колоністами та африканськими носіями, спустошили населення Конго і спричинили більше смертей, ніж пряме насилля з боку колоністів. Особливо важкими були віспа, сонна хвороба, амебна дизентерія, венеричні захворювання (особливо сифіліс та гонорея) та свинячий грип. Адвокат Рафаель Лемкін приписував швидке поширення хвороб в Конго корінним солдатам, працевлаштованим бельгійцями, які подорожували часто країною та займалися сексом з різними жінками в багатьох різних місцях, таким способом поширюючи локальні спалахи на ширші території. Зокрема, сонна хвороба була "епідемією великих територій" у Конго і мала високий рівень смертності - лише в 1901 р. до 500 000 конголезців померли від її спалаху. Вансіна підрахував, що п’ять відсотків населення Конго загинуло від свинячого грипу. У районах, де дизентерія стала ендемічною, могли померти від 30 до 60 відсотків населення. Вансіна також зазначив, що таке широке поширення хвороб могло бути наслідком зниження імунітету у місцевих через недоїдання та вживання неякісної їжі. Тим не менш, історик Роджер Анстей писав, що, за свідченнями місцевих, саме політика заготівлі каучуку була основною причиною смертності та депопуляції, а не спалахи сонної хвороби чи віспи.
Поширена також думка, що протягом періоду існування Вільної держави Конго знижувався рівень народжуваності місцевих. Вансіна, однак, зазначає, що доколоніальні громади місцевих мали високий рівень народжуваності та смертності, що призводило до значної кількості природних коливань населення у часі.

### Підрахунки
Скорочення чисельності населення Конго відзначають усі, хто порівнював дані про країну на початку контролю Леопольда ІІ з даними в часи передачі території Бельгії в 1908 році, але оцінка кількості загиблих значно відрізняється. Оцінки деяких дослідників говорять про те, що кількість населення зменшилася вдвічі за цей період. За словами Едмунда Д. Мореля, під час існування Вільної держава Конго на її землях загинуло 20 мільйонів людей. Інші оцінки розміру загального скорочення чисельності населення складають між двома та 13 мільйонами. B. Ашерсон наводить оцінку Роджера Кейсмена про падіння населення в три мільйони, хоча він зазначає, що цей показник скоріше за все занижений. Пітер Форбат заявляє про щонайменше 5 мільйонів смертей, тоді як Джон Гюнтер також підтримує цифру 5 мільйонів як мінімальну оцінку смерті і вважає 8 мільйонів максимальною. Лемкін вважає, що за період існування Вільної держави Конго було вбито 75% населення країни. Згідно з історичною документацією, внаслідок колоніальної експлуатації за правління та адміністрації короля Леопольда II та його чиновників загинуло від п'яти до 10 мільйонів людей.
За відсутності перепису, який би дав уявлення про населення регіону на момент створення Вільної держави Конго (перший перепис було проведено у 1924 р.) неможливо кількісно оцінити зміни чисельності населення за цей період. Незважаючи на це, Форбат стверджує, що загинуло щонайменше п’ять мільйонів. Адам Хохшильд і Ян Вансіна говорять про 10 мільйонів загиблих. Хохшильд наводить дослідження антрополога Яна Вансіни та інших, які вивчають місцеві джерела інформації (поліцейські записи, релігійні записи, усні традиції, генеалогії, особисті щоденники), які, як правило, підтверджують оцінку урядової комісії Бельгії 1919 року: приблизно половина населення Конго загинула протягом існування Вільної держави. Оскільки перший офіційний перепис у 1924 р. показав, що населення Конго склало близько 10 мільйонів, кількість загиблих оцінюється приблизно у 10 мільйонів. Ян Вансіна повернувся до питання кількісного визначення скорочення чисельності населення і переглянувши свою попередню позицію, він зробив висновок, що населення Куби (народ на території Конго; не пов’язані із Карибською Кубою) зростало протягом перших двох десятиліть правління Леопольда II і скоротилося на 25 відсотків з 1900 по 1919 рік, в основному через хвороби. Інші заявляють про зниження чисельності на 20 відсотків протягом перших сорока років колоніального правління (аж до перепису населення 1924 р.). За даними історика Ісідора Ндайвеля і Нзіема 13 мільйонів конголезців загинули за правління Леопольда, однак ніяких підтверджених записів не існує. Луї та Стенгерс стверджують, що чисельність населення на початку контролю Леопольда - це лише здогадки, називаючи спроби Е. Д. Мореля та інших прийти до точного числа втрат "плодом уяви”.

## Розслідування та міжнародна обізнаність

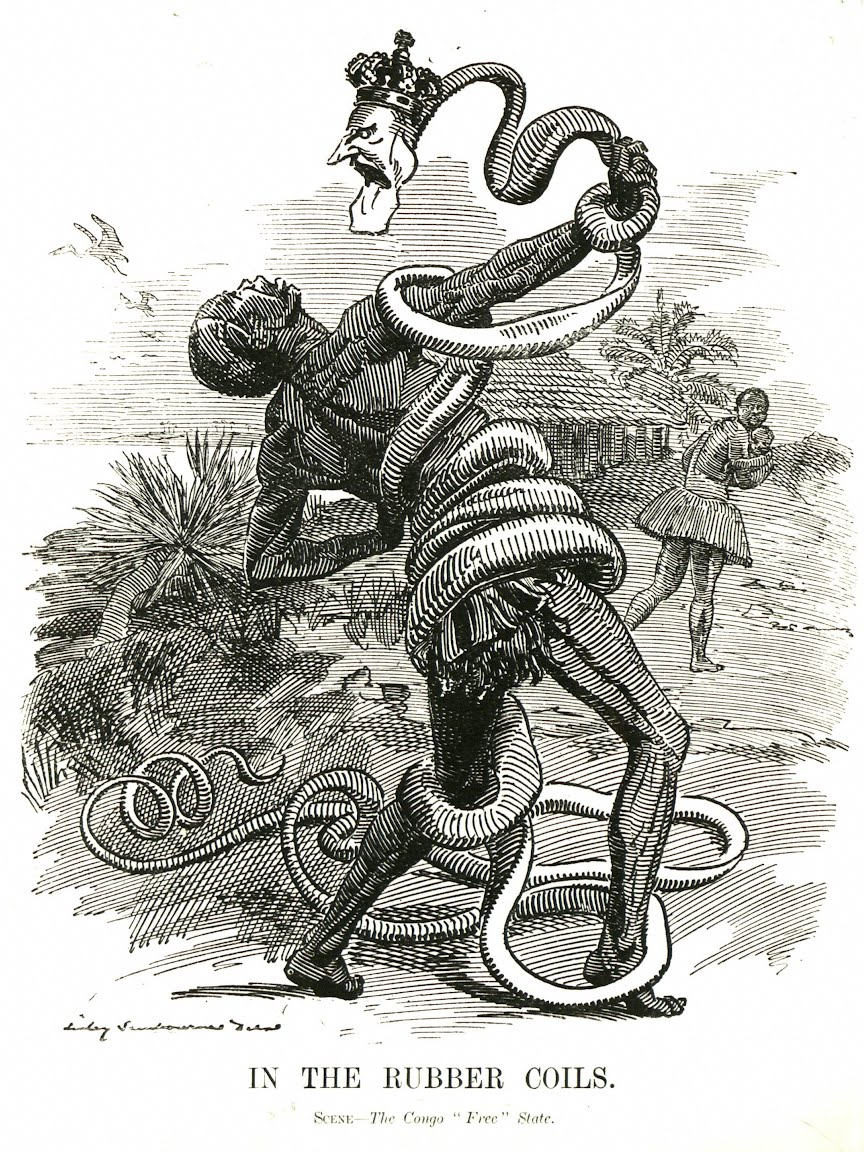
Мультфільм Едварда Лінлі Самбурна 1906 року, опублікований в британському сатиричному журналі Punch, показує конголезького робітника, заплутаного гумовою змією з головою Леопольда II.

Врешті-решт, зростання спостереження за режимом Леопольда призвело до популярного агітаційного руху, зосередженого у Великій Британії та США, який змусив Леопольда відмовитися від власності на Конго. У багатьох випадках агітаційні кампанії брали за основу доповіді британських та шведських місіонерів, що працювали в Конго.
Перший міжнародний протест відбувся в 1890 р., коли американський місіонер Джордж Вашингтон Вільямс опублікував відкритий лист до короля Леопольда про зловживання владою, яке бачив на власні очі. У листі до держсекретаря США він описав умови в Конго як "злочини проти людства", таким чином, вигадавши фразу, яка згодом стала ключовою для міжнародного права. Громадський інтерес до експлуатації місцевих у Вільній державі Конго почав різко зростати у 1895 році, коли справа Стокса та новини про каліцтва місцевих дійшли до європейської та американської громадськості, яка почала обговорювати "питання Конго". Для заспокоєння громадськості Леопольд скликав Комісію з питань захисту тубільців (Комісію з питань захисту населення), що складалася з іноземних місіонерів, але не доклав серйозних зусиль для проведення суттєвих реформ для захисту прав конголезців.
У Сполученому Королівстві після 1900 року кампанією керував активіст і памфлетист Е. Д. Морель, чия книга «Червона гума» (1906) стала бестселлером. Помітними учасниками кампанії були романісти Марк Твен, Джозеф Конрад та Артур Конан Дойл, а також бельгійські соціалісти, такі як Еміль Вандервельде. У травні 1903 р. дебати в Британській палаті громад призвели до прийняття резолюції щодо засудження Вільної держави Конго. Через кілька днів британський консул у місті Бома Роджер Кейсмен розпочав поїздку містами та селищами Конго, аби побачити на власні очі, яка у Конго ситуація насправді. Він виступив зі своїм звітом у грудні, а переглянуту версію було надіслано Вільним державним органам у лютому 1904 р.. Намагаючись зберегти контроль над Конго і задушити британську критику, Леопольд сприяв спробам боротьби з хворобами, аби створити враження, що він дбає про добробут конголезців, і запросив на допомогу експертів з Ліверпульської школи тропічної медицини. Вільні державні чиновники також захищалися від звинувачень в тому, що політика експлуатації спричиняє різке скорочення чисельності населення Конго, приписуючи втрати віспі та сонній хворобі. Жорстокість по відношенню до місцевих жителів газети пояснювали як реакцію на криваві звичаї самих конголезців - в країні в ті часи все ще процвітало людоїдство.
У 1900 р. Британський уряд опублікував довгий меморандум у своїй серії "Конфіденційний друк", в якій висвітлювалися різні приклади експлуатації, як правило, робітників, що подорожували до Конго з британських територій.. У 1891 році групу працівників, привезених з Лагосу, залишили в гавані на шість тижнів без будь-якого притулку. “Їх годували за дуже поганими цінами, а їжа змушувала їх усіх страждати від серйозних хвороби. Деякі з них були забиті до смерті […].”
Агітаційні групи, такі як Асоціація реформ Конго, не виступали проти колоніалізму, а натомість прагнули покласти край надмірній експлуатації населення у Вільній державі, заохочуючи Бельгію офіційно анексувати колонію. Це дозволило б не пошкодити крихкому балансу сил між Францією та Британією на континенті. Поки прихильники режиму Вільної держави намагалися сперечатися із заявами про злодіяння, слідча комісія, призначена режимом у 1904 р., підтвердила, що історії звірств та тиску на бельгійський уряд були правдою.
У 1908 році, в результаті цієї кампанії, Бельгія офіційно анексувала територію, заснувавши Бельгійське Конго. Умови для корінного населення різко покращилися після заборони примусових робіт, хоча багато чиновників, які раніше працювали у Вільній державі, залишилися на своїх посадах й після анексії. Втім, покращення для місцевого населення не були такими сильними, як могло здатися, адже замість того, щоб напряму примушувати конголезців працювати на колоніальних підприємствах, бельгійська адміністрація застосувала примусовий податок, який свідомо чинив тиск на них, аби ті знайшли роботу з європейськими роботодавцями, щоби мати кошти для здійснення виплат.

## Історіографія та термін «геноцид»
Історик Robert Weisbord (2003)
 Значна кількість загиблих у часи Вільної Держави змусила деяких науковців пов'язати це звірство з пізнішими геноцидами, хоча інші науковці оспорюють це порівняння. Наразі йде відкрита дискусія щодо того, чи є звірства в Конго геноцидом. Згідно з визначенням ООН 1948 р. геноцид, це «діяння, вчинені з наміром знищити повністю або частково національну, етнічну, расову чи релігійну групу». Соціолог Рода Говард-Хассман заявила, що, оскільки конголезців не вбивали систематично за цим критерієм, «технічно кажучи, це не був геноцид навіть у юридично ретроактивному розумінні». Хохшильд і політолог Жорж Нзонгола-Нталайя відкинули звинувачення в геноциді у Вільній державі, оскільки немає доказів, що підтверджують політику навмисного винищення чи спроб ліквідувати будь-які конкретні групи населення, хоча останній додав, що все-таки « кількість жертв сягає розмірів Голокосту». 
Історик Adam Hochschild (2005)
 Історики погоджуються, що свідоме винищення ніколи не було ціллю у політиці Вільної держави. За словами історика Девіда Ван Рейрука, «було б абсурдно … говорити про акт „геноциду“ або про „голокост“; геноцид передбачає свідоме, планове знищення конкретного населення, і це ніколи не було наміром, або результатом … Але це, безумовно, масове вбивство, забій у приголомшливому масштабі, який не був навмисним, але мав бути визнаний набагато раніше як наслідок підступної, бурхливої політики експлуатації». Історик Барбара Емерсон заявила: «Леопольд не почав геноцид. Він був жадібним до грошей і вирішив не турбуватися, коли речі вийшли з-під контролю». За словами Хохшильда, «хоча це не випадок геноциду, в строгому розумінні», злочини у Конго були «одним із найжахливіших забоїв, які відомі людській історії».

Фото «Конголезькі чоловіки, що тримають відрізані руки», зняті Еліс Зелі Харріс у Барінга, травень 1904 року

Історики стверджують, що порівняння, наведені в пресі про злочини Вільної Держави у порівнянні з  Голокостом під час Другої світової війни, призвели до термінологічної плутанини. В одному з таких випадків японська газета «Йоміурі Шимбун» вжила слово «геноцид» у заголовку статті Хохшильда 2005 року. Сам Хохшильд розкритикував заголовок як «оманливий» і заявив, що його було обрано «без мого відома». Аналогічну критику озвучив історик Жан-Люк Веллут.
Заяви про геноцид у Вільній Державі з часом стали поширеними. Політолог Мартін Еванс писав: «Правління Леопольда в Африці стало уособленням експлуатації та геноциду». Як стверджує історик Тімоті Дж. Стейплтон, «Ті, хто так легко приписують термін геноцид до режиму Леопольда, схоже, роблять це спираючись очевидний жаху режиму та величезну кількості смертей». Разом з тим, Роберт Вайсборд стверджував, що геноцид не обов'язково ставить за ціль винищувати все населення. Він висловив думку, що "спроби знищити більшу частину людей можна кваліфіковувати як «геноцид» відповідно до стандартів ООН і запевнив, що звірства у Вільній Державі задовільнило цю вимогу. Жанна Хаскін, Яа-Ленгі Меема Нгемі та Девід Олусога також описали це звірство як геноцид. У неопублікованому рукописі 1950-х років Лемкін, відстоював  позицію щодо «однозначного геноциду» у Вільній Державі, приписуючи більшу частину причин зменшенню населення репресивним діям колоніальних військ. У 2005 році британська Палата громад, запроваджена Ендрю Дісмором, закликала визнати злочини Вільної Держави Конго «колоніальним геноцидом» і закликала уряд Бельгії висловити офіційне вибачення. ЇЇ підтримали 48 депутатів.
У 1999 році Хохшильд опублікував «Привид короля Леопольда» — книгу, в якій детально описуються злочини, вчинені під час існування Вільної Держави. Книга стала бестселером у Бельгії, проте викликала критику з боку колишніх бельгійських колонізаторів та деяких науковців через перебільшення масштабів жорстокості та скорочення населення. На 50-ту річницю незалежності Конго в 2010 році численні бельгійські письменники опублікували матеріали про Конго. Історик Ідесбальд Годдеріс критикував ці твори, включаючи матеріал Ван Рейбрука «Конго: Історія», — за те, що він пом'якшив ситуацію щодо звірств, вчинених у вільній державі Конго, сказавши: «Вони визнають, що це темний період Вільної держави Конго, але … вони підкреслюють, що кількість жертв була невідома, і що терор був зосереджений у конкретних регіонах».
Термін «конголезький геноцид» часто вживається у незв'язаному сенсі для позначення масових вбивств та зґвалтування, скоєних у східному Конго після геноциду Руанди (та наступної Другої війни в Конго) між 1998 та 2003 роками.

## Спадщина
Спадщина занепаду населення Конго за часів правління Леопольда викликала сильний дефіцит робочої сили в колоніальному уряді, і йому часто доводилося вдаватися до примусової масової міграції, щоби забезпечити робітників новим підприємствам. Ні бельгійська монархія, ні бельгійська держава ніколи не вибачились за вчинені злодіяння.
Злочини епохи Вільної держави Конго породжували публічну дискусію щодо постаті Леопольда ІІ. Бельгійські протестувальники висловлювали своє невдоволення його правлінням Конго на його похоронах у 1909 році. Проте увага до злочинів стихла в наступні роки. Статуї Леопольда були встановлені в 30-х роках XX століття за ініціативи короля Альберта I, в той час як уряд Бельгії відзначав його досягнення для країни. Видання книги Хохшильда “Привид короля Леопольда” в 1999 р. на короткий час знову відродило дискусію в Бельгії. Статуї Леопольда в Конго, яка стала незалежною у 1960 році, були перенесені до Національного музею. У 2020 році, після смерті Джорджа Флойда в США та подальших демонстрацій по всьому світу на знак протесту проти расової дискримінації, численні статуї Леопольда II у Бельгії були вандалізовані в якості критики жорстокості його правління в Конго.